# Ciudadela de Estocolmo

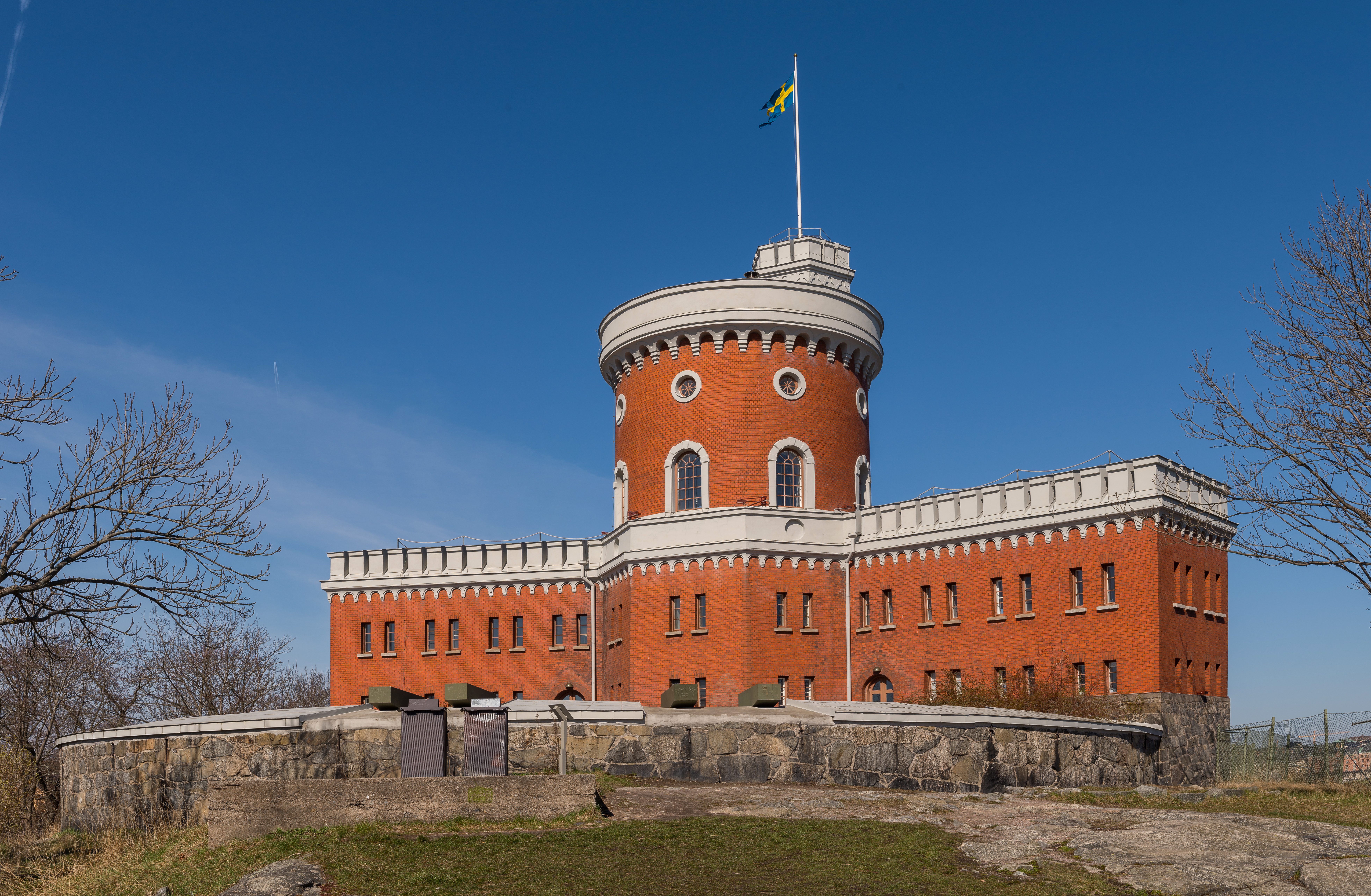
El Kastellet con cañones cubiertos en el frente.

La Ciudadela o Kastellet de Estocolmo es una pequeña ciudadela ubicada en el islote de Kastellholmen en el centro de Estocolmo, Suecia.

## Historia
La primera fortificación en el lugar fue construida en 1667 siendo diseñada por el gobernador general y mariscal de campo Erik Dahlbergh (1625-1703). En 1676, Dahlbergh fue nombrado director general de fortificaciones del Reino de Suecia. Después de que la flota se trasladara a Karlskrona en 1680, el castillo cayó en mal estado.

El Kastellet explotó en junio de 1845 y fue reconstruido en 1846-1848 según el diseño del oficial militar y arquitecto Fredrik Blom (1781-1853). Consiste en una torre redonda con paredes de ladrillo rojo y una torre de 20 m de altura.
El castillo recuperó su función defensiva durante la Segunda Guerra Mundial cuando se convirtió en parte de la defensa aérea permanente de Estocolmo. La torre y el plano de la batería fueron equipados con cañones antiaéreos de disparo rápido. La escuela de entrenamiento de Artillería costera sueca dejó Kastellet en 1990. En la cima de Kastellet, la bandera militar de Suecia se iza y se baja todos los días, lo que indica que la nación está en paz. El 17 de mayo de 1996, el Día de la Constitución noruega, algunos expatriados noruegos izaron temporalmente la bandera de Noruega en la torre.